# Букова (Львовская область)
Букова́ (укр. Букова) — село в Бисковичской сельской общине Самборского района Львовской области Украины.
Население по переписи 2001 года составляло 767 человек. Занимает площадь 2,211 км². Почтовый индекс — 82031. Телефонный код — 3238.